# あられ (菓子)

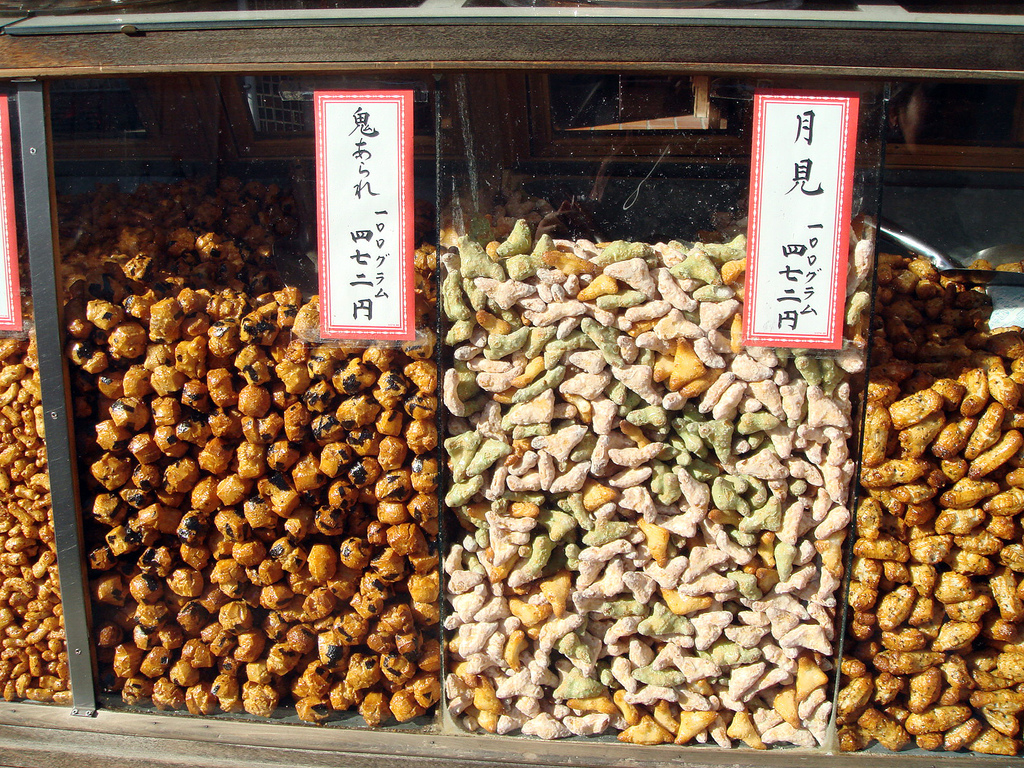
あられ餅の販売

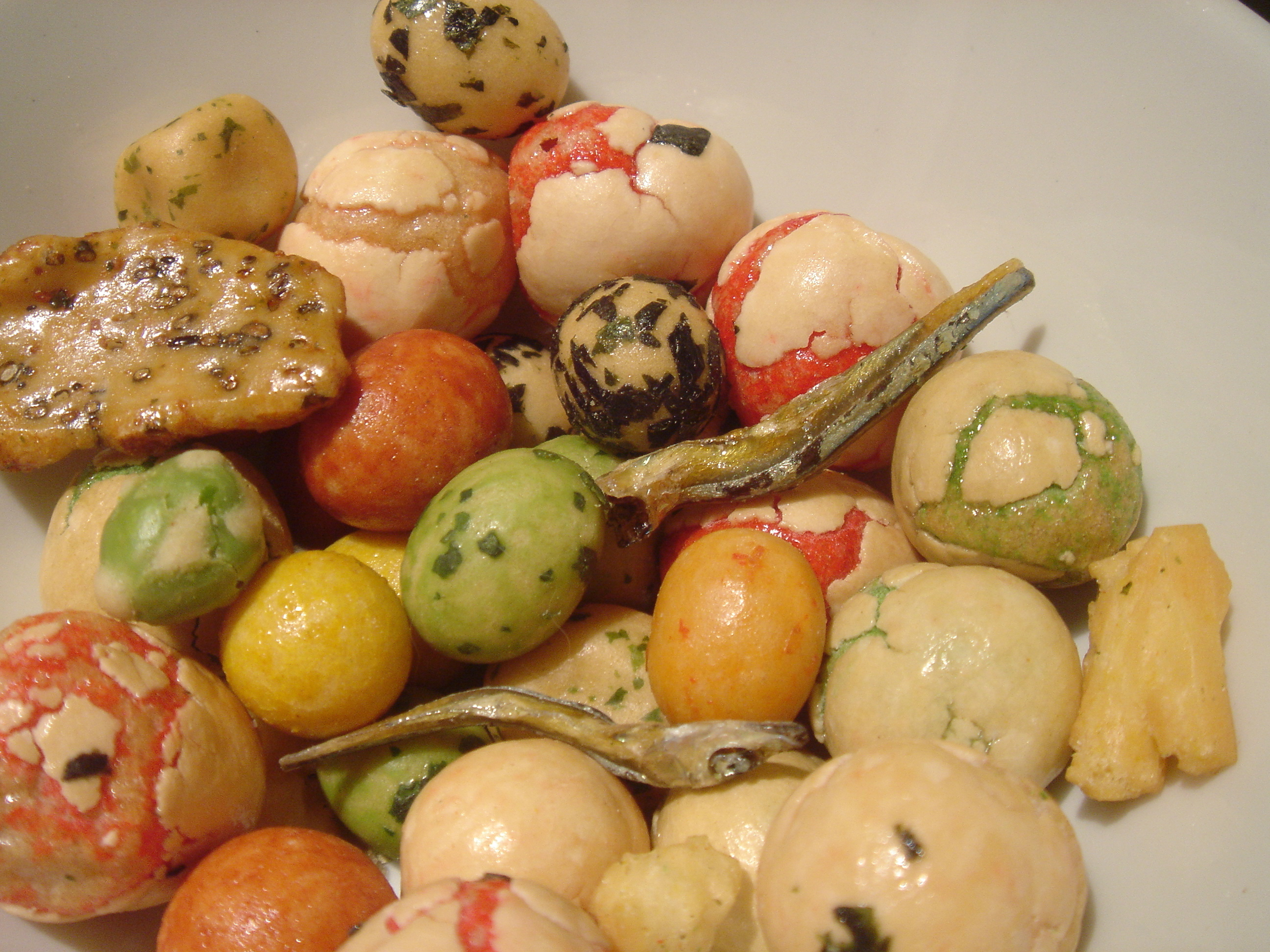
豆あられ

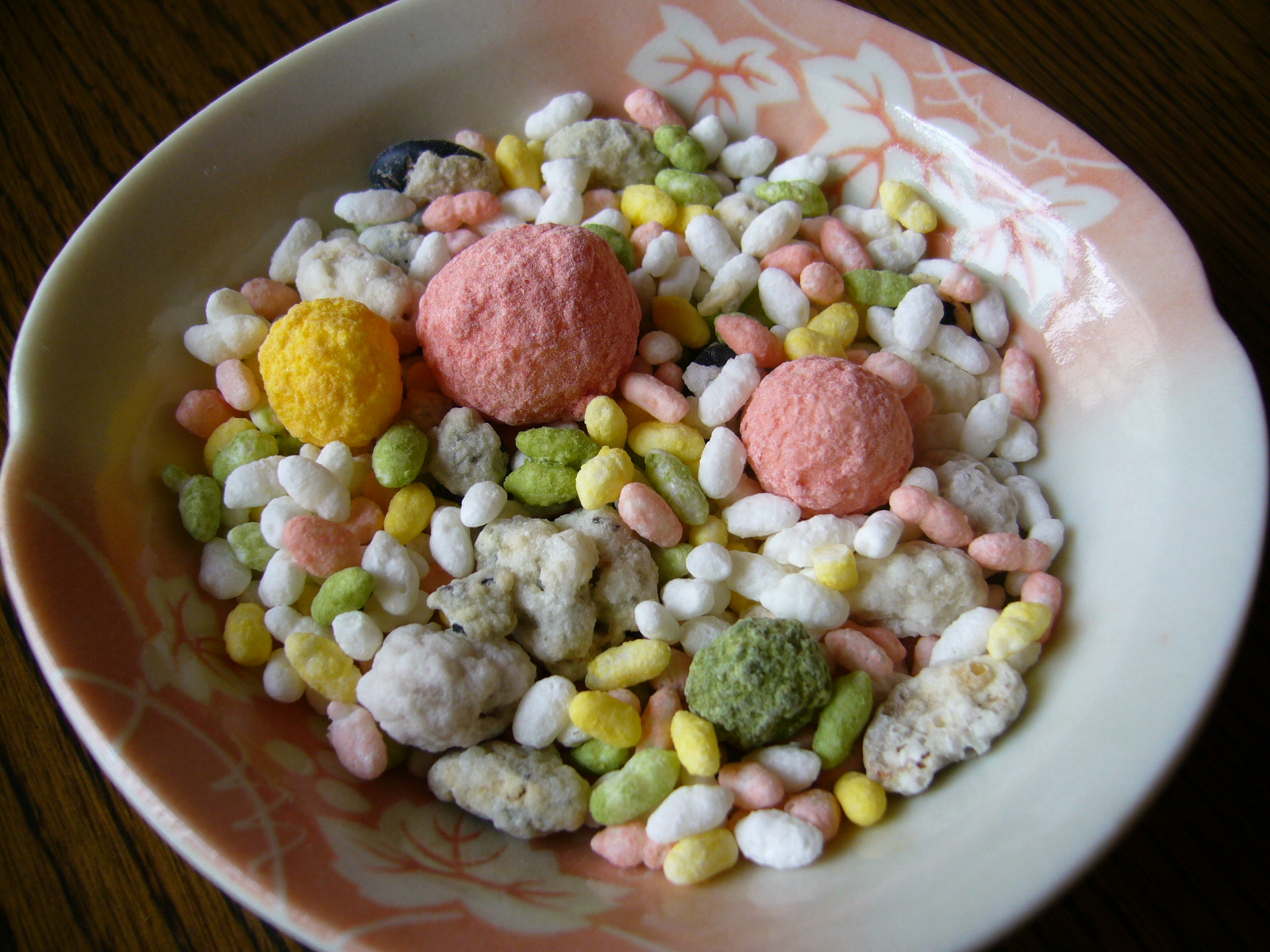
雛あられ

あられ（霰）は、もち米を原料とした菓子（米菓）の一種。全国米菓工業組合が定める米菓7種類のうちの一つである。膨化食品の一種。あられ餅（霰餅）ともいう。なお、煎り大豆を使用する豆あられもある。

## 特徴
「あられ」や「おかき」はもち米を原料とする米菓で現代では主に大きさによって区別される。本来は原料の餅を細かくするために包丁を使ったものを「あられ」、槌を使ったものを「おかき」と呼んだ。また、おかきとは異なり、あられは奈良時代に唐などからの使者に対して宮廷で出されたもてなしの食べ物だった。すでに平安時代にかきもちの一種としてアラレ餅・玉アラレと称して生産されたことが「山城風土記」に見られ、江戸時代には商品として多量に生産されるようになった。なお、同じく米を用いた菓子に煎餅があるが、こちらは餅（餅米）ではなくうるち米を用いる。

## 工程
のし餅を製造した後、硬化させて一定の大きさに切断し、餅生地とする。さらにこれを数回に分けて乾燥させ乾燥生地とする。この乾燥生地を焼成する。油で揚げたものもある。

## 利用
お茶漬けの具としても使用されている。個包装の「お茶漬け海苔」の商品化にあたって、当初は湿気を防ぐものだった（お茶漬け海苔参照）。また、お茶漬け用に「ぶぶあられ」として商品化されているものもある（ぶぶ漬けは京言葉のお茶漬けのこと）。また、あられは天ぷらの変わり衣に用いられることもある。